# Alaksandr Jermakowicz
Alaksandr Jermakowicz (biał. Аляксандр Ермаковіч, ros. Александр Ермакович, Aleksandr Jermakowicz; ur. 21 stycznia 1975 w Łunińcu) – były białoruski piłkarz występujący na pozycji pomocnika.